# Seden Sogn

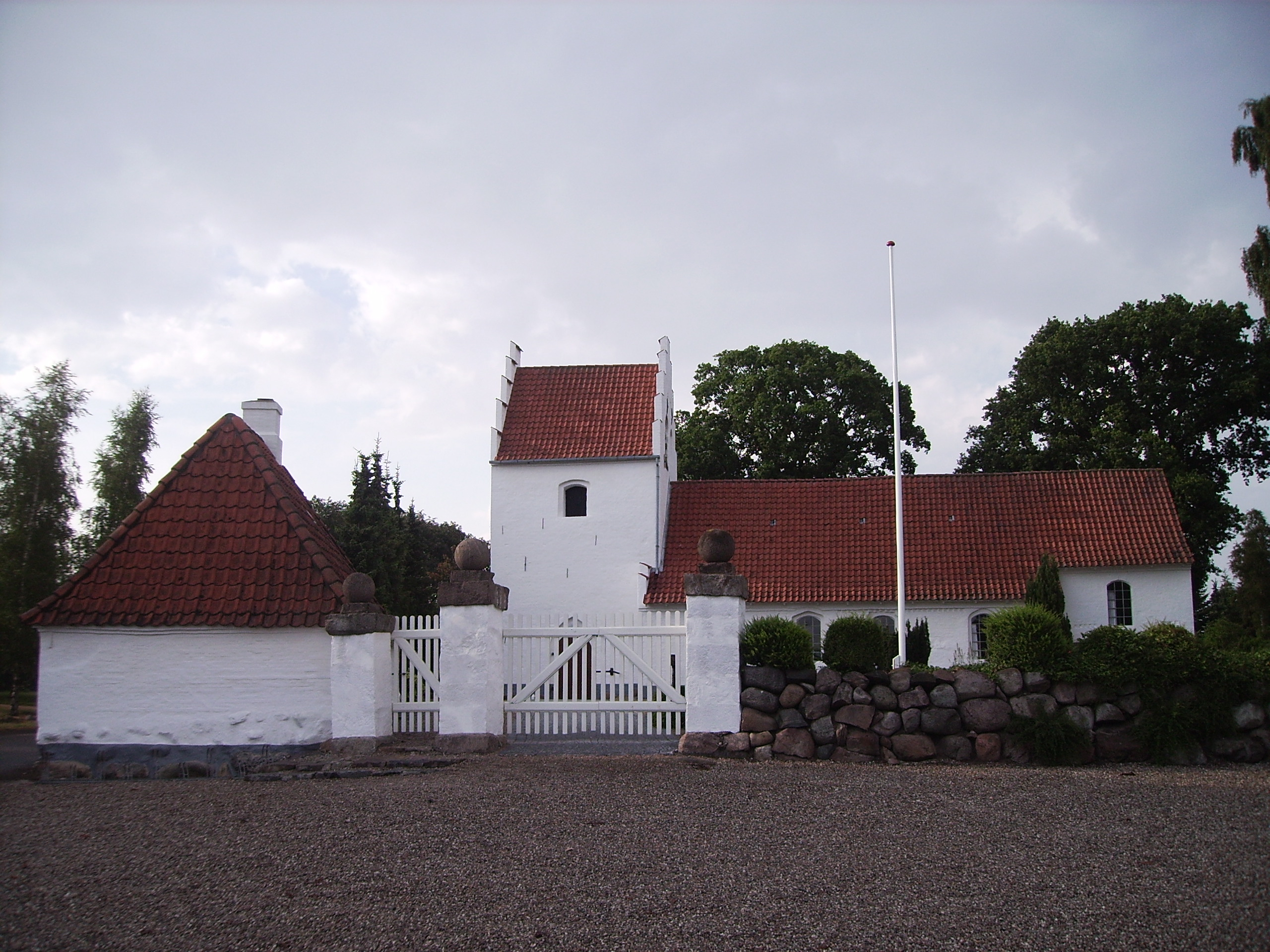
Seden Kirke

Seden Sogn ist eine Kirchspielsgemeinde (dän.: Sogn) am Odense Fjord auf der Insel Fyn (dt.: Fünen) im südlichen Dänemark.
Bis 1970 gehörte sie zur Harde Åsum Herred im damaligen Odense Amt, danach zur Odense Kommune im Fyns Amt, die im Zuge der  Kommunalreform zum 1. Januar 2007 Teil der Region Syddanmark geworden ist. Ebenfalls seit 2007 wird das Kirchdorf Seden mit zuvor 3743 Einwohnern (Stand: 1. Januar 2006) statistisch als Stadtteil von Odense betrachtet.
Im Kirchspiel leben 5768 Einwohner (Stand: 1. Januar 2023). Im Kirchspiel liegt die Kirche „Seden Kirke“.
Nachbargemeinden sind im Osten Agedrup Sogn, im Südosten Åsum Sogn, im Südwesten Vollsmose Sogn und im Westen Fredens Sogn.